# Josh és Jutta
A Josh és Jutta magyar dance/pop együttes volt.

## Az együttes
A Josh és Jutta produkció 2005-ben alakult. Az első kislemezük "Miért félsz" címmel jelent meg, ezt követte a második kislemez és videóklip, amely a "Nincs az a szó" című dalukhoz készült. Ez a dal rögtön felkerült a kereskedelmi rádiók összesített játszási listájának Top40 listájára. A dal megjelenése után több mint fél évvel Magyarország összesített Dance Chartján még mindig a Top 20-ban szerepelt.
2006 májusában jelent meg második nagylemezük, "Vár rám az ismeretlen" címmel. Fél év elteltével, 2006 szeptemberében kiadták első albumukat, amely a sikeresnek mondható kislemez után szintén a Vár rám az ismeretlen címet kapta. Az album "Zakatol a szívem" dala 2007-ben a Mahasz slágerlistájának első helyére került. 2006-ban egyedülálló módon három dalukkal is bekerültek a Mahasz Dance Top 100-as éves összesítésébe, a legtöbbet játszott dalok közé, ezzel akkor új rekordot állítva fel. 2006 végén a "Fagyos a szívem" című kislemezes daluk szintén 1. helyezést ért el a Viva Chart Shown.
2007. október 26-án jelent meg a duó második albuma Szabadon címmel. A VIVA Tv  VIVA Teleton elnevezésű jótékonysági kezdeményezésének 2007-es hivatalos dalának Josh és Jutta "Szép karácsony" című felvételét kérték fel. Ebben az évben a " Szép Karácsony"-t az év karácsonyi dalának választották.
Az ezt követő kislemezek szinte mindegyike Top 10-es dal lett (Bábu vagy, Elszakított régi emlék, Egy álomsziget). 2009 áprilisában megjelent Zoltán Erikával közös daluknak, a Régi és újnak kislemeze. 2010 októberében a csapat megjelentette harmadik stúdióalbumát, No.3 címmel, amelyről az Utolsó Éjszakánk, Hé Kiscsaj! valamint a Tépd az éjjelt című dalok jelentek meg kislemezen. 2011 nyarán ez az albumuk is aranylemez lett. 
2013-ban Jutta balesete miatt megszűnt a zenekar.

## Diszkográfia

### Albumok
| Év   | Album                                                    | Legmagasabb helyezés | Minősítés |
| Év   | Album                                                    | MAHASZ Top 40        | Minősítés |
| ---- | -------------------------------------------------------- | -------------------- | --------- |
| 2006 | Vár rám az ismeretlen - Megjelenés: 2006. szeptember 25. | 17                   | Arany     |
| 2008 | Szabadon - Megjelenés: 2007. október 26.                 | 7                    | Arany     |
| 2010 | No.3 - Megjelenés: 2010. május 25.                       | 10                   | Arany     |

### Kislemezek
| Év                  | Dal                             | Legmagasabb helyezés   | Legmagasabb helyezés   | Legmagasabb helyezés | Legmagasabb helyezés | Legmagasabb helyezés         | Legmagasabb helyezés | Album                 |
| Év                  | Dal                             | VIVA Chart             | Mahasz Editors’ Choice | Mahasz Rádiós Top 40 | Mahasz Dance Top 40  | MAHASZ Single (track) Top 10 | EURO 200             | Album                 |
| ------------------- | ------------------------------- | ---------------------- | ---------------------- | -------------------- | -------------------- | ---------------------------- | -------------------- | --------------------- |
| 2005                | Miért félsz?                    | -                      |                        |                      |                      |                              |                      | Vár rám az ismeretlen |
| 2005                | Nincs az a szó                  | 13                     |                        |                      | 16                   |                              |                      | Vár rám az ismeretlen |
| 2006                | Vár rám az ismeretlen           | 3                      |                        |                      | 3                    |                              | 147                  | Vár rám az ismeretlen |
| 2006                | Fagyos a szívem                 | 1                      |                        |                      | 5                    | 3                            |                      | Vár rám az ismeretlen |
| 2007                | Zakatol a szívem                | 3                      |                        |                      | 6                    | 1                            |                      | Vár rám az ismeretlen |
| 2007                | Szép karácsony                  | 1                      |                        |                      |                      |                              |                      |                       |
| 2007                | 2008                            | elszakitott régi emlék |                        |                      | 15                   |                              |                      | Szabadon              |
| 2008                | Egy álomsziget                  | 1                      |                        |                      | 9                    |                              |                      | Szabadon              |
| 2008                | Bábu vagy                       | 1                      |                        |                      | 14                   |                              |                      | Szabadon              |
| 2009                | Régi és új (feat. Zoltán Erika) | -                      |                        |                      | 26                   |                              |                      | Szabadon              |
| 2009                | Az élet mint homokszem          | 7                      |                        |                      | 29                   |                              |                      | Szabadon              |
| 2010                | Utolsó éjszakák                 | 1                      |                        |                      | 25                   | 10                           |                      | No.3                  |
| 2010                | Hé Kiscsaj!                     | 1                      |                        |                      | 4                    | 8                            |                      | No.3                  |
| 2012                | Tépd az éjjelt                  | 3                      |                        |                      | 15                   |                              |                      | No.3                  |
| Összesítés          |                                 |                        |                        |                      |                      |                              |                      |                       |
| 1. helyezett számok | 1. helyezett számok             | 7                      |                        |                      |                      | 1                            |                      |                       |
| Top 10-be bekerült  | Top 10-be bekerült              | 9                      |                        |                      | 5                    | 4                            |                      |                       |
| Top 40-be bekerült  | Top 40-be bekerült              | 11                     |                        |                      | 11                   | 4                            |                      |                       |

## Elismerések és díjak

### 2007
- Fonogram - az év legjobb hazai dance, vagy elektro albuma
- Popcorn - az év magyar klipje (Fagyos a szívem)
- Popcorn - az év kedvenc Magyar slágere (Zakatol a szívem)
- VIVA Comet - Legjobb új előadó (jelölés)

### 2008
- VIVA Comet - Legjobb együttes (jelölés)

### 2009
- BRAVO OTTO - A legjobb magyar együttes (jelölés)

### 2010
- VIVA Comet - Legjobb együttes (jelölés)